# Tiltott kutatás
A Tiltott kutatás (angolul: The Forbidden Quest) egy 1993-as dokumentumfilmet utánzó játékfilm (angol szakszóval mockumentary). Rendezője Peter Delpeut, zenéjét Loek Dikker szerezte.

## Cselekmény
|  | Alább a cselekmény részletei következnek! |

A fekete-fehér film bevezetőjében egy (kitalált) angol riporter beszél, aki 1941-ben egy írországi halászfaluban dokumentumfilmet készít a helyi lakosokkal. Elképedésére az egyik öreg férfi, J. C. Sullivan azt állítja, hogy tagja volt az 1905-ben eltűnt Hollandia nevű hajó legénységének, és ismeri a hajó történetét. A riporter kérésére el is meséli történetét, amelyekről egyik útitársa, egy fényképész fényképfelvételeket, filmfelvételeket is készített. A filmben Sullivan-nel való beszélgetéssel párhuzamosan mutatják ezeket a film- és fényképfelvételeket.
Sullivan elmeséli, hogy hajóács volt, és a századelőn már nehezen talált foglalkozás magának az egyre terjedő teljesen vasból készült hajók miatt. Végül Norvégiába ment, mert úgy tudta, hogy az északi vizeken még használnak hagyományos fa-testű hajókat. Ott fel is fogadták egy holland tulajdonú hajóra, és megbízták kisebb ácsmunkákkal. Egyik nap kihajózott a hajó, de az úti célt nem közölték a legénységgel. A kikötőtől bizonyos távolságra egy másik hajóval találkoztak, ahonnan szánhúzó kutyákat engedtek át a fedélzetre. Az utazás ezután zavartalanul folytatódott, és Sullivan csak lassan kezdte felfogni, hogy a valódi cél az akkor (1905) még felfedezetlen Antarktisz. Déli-Georgia érintésével el is jutottak oda, és megdöbbenésükre egy jegesmedvét sikerült is elejteniük (ami valójában nem él a Déli-sarkon). A parthoz érve eszkimóknak kinéző bennszülöttekkel találkoztak, akik a Déli-sark belső részére vezették őket. Itt egy kis tábort találtak, és kezdett kiderülni az utazók számára, hogy a titkolt expedíció célja megtalálni a Föld középpontján átvezető átjárót az Északi- és a Déli-sark között. Sullivan útitársa, egy olasz férfi azonban ekkor nem tudni, mi okból, elkezdett az eszkimókra lövöldözni, a legénység pedig több napos úttal visszamenekült a hajójukhoz. 
Hamarosan beállt a sarki tél, sötét lett a hajót pedig körbezárta a jég. A több hónapos telelés utáni jobb időnél Sullivanék észrevették, hogy a hajó testét teljesen összeroppantotta a jég, ezért szét kellett bontani, ők pedig az Antarktiszon rekedtek. Kénytelen voltak ismét az eszkimókhoz menni, hogy ne haljanak éhen. Hosszú út után visszataláltak az eszkimók táborához, ahol azonban csak holttesteket (köztük a megfagyott olaszét) találtak, illetve lábnyomokat a kontinens még beljebb eső részei felé. Sullivanék ezeket követve egy szurdok bejáratához értek, amely egy mélyebb és mélyebb területekre vezette őket. A jég fokozatosan elfogyott körülöttük, és helyette füstölgő, gőzölgő sziklák jelentek meg. Elkápráztatta őket a körbevevő fény, illetve – Sullivan állítása szerint – egy angyal-szerű jelenség is mutatkozott körülöttük (utalás Isten támogató jelenlétére). Mivel az útitársak fokozatosan meghaltak, végül egyedül kellett Sullivannak tovább mennie. 
Ezen a ponton  a riporter befejezi a beszélgetést. A következő jelenetben közli, hogy Angliába visszamenve tanulmányozta felvételeket, majd néhány hét múlva visszament Sullivan házához, hogy további kérdéseket tegyen fel. Itt viszont kiderül, hogy az öreg hajóács nem sokkal azelőtt elhunyt. A filmből tehát nem derül ki, hogyan jutott át a Föld középpontján Sullivan, és hogyan hajózott vissza Európába.
|  | Itt a vége a cselekmény részletezésének! |

## A film történetének forrása
A rendező képzelete mellett a történethez felhasználták Edgar Allan Poe Arthur Gordon Pym, a tengerész (The Narrative of Arthur Gordon Pym of Nantucket, 1838), Jules Verne A jégszfinx (Le Sphinx des glaces, 1897), Thomas Stearns Eliot Átokföldje (The Waste Land, 1922) című szépirodalmi műveit, valamint C. J. Sullivan, Roald Amundsen, Robert Falcon Scott, Ernest Shackleton, Herbert George Ponting és mások valós úti beszámolóit.

## Szereplők
- Joseph O'Conor – J. C. Sullivan
- Roy Ward – riporter